# Горст Карганіко
Горст Карганіко (нім. Horst Carganico; 27 вересня 1917, Бреслау, Німецька імперія — 27 травня 1944, Шеврі-Коссіньї, Франція) — німецький льотчик-ас винищувальної авіації, майор люфтваффе. Кавалер Лицарського хреста Залізного хреста.

## Біографія
Закінчив льотну школу в Берліні-Йоганішталі і був призначений офіцером з технічного забезпечення 2-ї групи 33-ї винищувальної ескадри. З 8 березня 1940 року — ад'ютант командира 2-ї групи 77-ї винищувальної ескадри майора Гаррі фон Бюлова-Боткампа. Першу перемогу здобув 15 червня 1940 року, збивши британський торпедоносець «Б'юфорт». 30 листопада 1940 року здобув 5-у перемогу, збивши британський «Бленгайм». З лютого 1941 року — командир 1-ї ескадрильї 1-ї групи 77-ї винищувальної ескадри. В травні 1941 року ескадрилья перекинута на північ Норвегії і в червні включена у винищувальну групу «Кіркенес» (з вересня 1941 року — винищувальна група спеціального призначення). 29 червня 1941 року здійснив перший бойовий виліт на Східному фронті і протягом трьох тижнів боїв здобув 7 перемог. З вересня 1941 року його група прикривала наступ 20-ї гірської армії на Мурманськ та Полярний. 25 січня 1942 року ескадрилья Карганіко була перейменована на 1-у, а 16 березня 1942 року — на 6-у ескадрилью 5-ї винищувальної ескадри. З квітня 1942 року — командир 2-ї групи 5-ї винищувальної ескадри. 12 серпня 1942 року був підбитий у бою і здійснив вимушену посадку в районі Мотовської затоки, але зміг перейти лінію фронту. В листопаді 1943 року його група був перекинута в Псков. З 26 березня 1944 року — командир 1-ї групи 5-ї винищувальної ескадри, розквартированої у Франції. 27 травня 1944 року його літак був пошкоджений у бою. Карганіко спробував посадити машину, але зачепив за дроти лінії електропередачі, літак врізався в землю і вибухнув.
Всього за час бойових дій вчинив приблизно 600 бойових вильотів і збив 60 літаків.

## Звання
- Фанен-юнкер (1937)
- Лейтенант (1938)
- Оберлейтенант (1940)
- Гауптман (1942)
- Майор (1 травня 1944)

## Нагороди
- Нагрудний знак підводника (1938)
- Медаль «У пам'ять 1 жовтня 1938» із застібкою «Празький град»
- Залізний хрест 2-го і 1-го класу
- Авіаційна планка винищувача в золоті з підвіскою
- Лицарський хрест Залізного хреста (25 вересня 1941) — за 27 перемог.
- Німецький хрест в золоті (18 травня 1942)